# Copa México 1988/89
Die Copa México 1988/89 war die 35. Austragung des Fußball-Pokalwettbewerbs seit Einführung des Profifußballs in Mexiko. Teilnahmeberechtigt waren die 20 Mannschaften, die in der Saison 1988/89 in der höchsten Spielklasse vertreten waren. Pokalsieger wurde zum zweiten Mal nach 1956 die Mannschaft von Deportivo Toluca.

## Modus
Die Vorrunde wurde in Gruppenbegegnungen ausgetragen. Es gab vier Gruppen, die aus jeweils fünf Mannschaften bestanden. Die Mannschaften innerhalb derselben Gruppe trafen je zweimal aufeinander. Die vier Gruppensieger qualifizierten sich für das Halbfinale, das ebenso wie das Finale im K.O.-Verfahren mit je einem Hin- und Rückspiel entschieden wurde.

## Vorrunde
Die Begegnungen der Vorrunde wurden zwischen dem 8. September und 13. Oktober 1988 ausgetragen.

### Gruppe A

#### Kreuztabelle
| Gruppe A         | TOL | AME | ATS | IRA | UNM |
| ---------------- | --- | --- | --- | --- | --- |
| Deportivo Toluca |     | 2:1 | 1:0 | 2:0 | 2:1 |
| Club América     | 3:0 |     | 2:1 | 2:2 | 1:0 |
| CF Atlas         | 2:1 | 0:0 |     | 4:2 | 1:0 |
| CD Irapuato      | 1:2 | 0:0 | 3:4 |     | 2:1 |
| UNAM Pumas       | 0:1 | 1:1 | 3:3 | 2:2 |     |

#### Tabelle
| Pl. | Verein           | Sp. | S | U | N | Tore    | Diff. | Punkte |
| --- | ---------------- | --- | - | - | - | ------- | ----- | ------ |
| 1.  | Deportivo Toluca | 8   | 6 | 0 | 2 | 011:800 | +3    | 12:40  |
| 2.  | Club América     | 8   | 3 | 4 | 1 | 010:600 | +4    | 10:60  |
| 3.  | CF Atlas         | 8   | 4 | 2 | 2 | 015:120 | +3    | 10:60  |
| 4.  | CD Irapuato      | 8   | 1 | 3 | 4 | 012:170 | −5    | 05:11  |
| 5.  | UNAM Pumas       | 8   | 0 | 3 | 5 | 008:130 | −5    | 03:13  |

### Gruppe B

#### Kreuztabelle
| Gruppe B             | UDG | SAN | T.M. | MOR | PUE |
| -------------------- | --- | --- | ---- | --- | --- |
| Univ. de Guadalajara |     | 3:0 | 2:1  | 5:3 | 3:0 |
| Santos Laguna        | 0:0 |     | 2:0  | 1:1 | 2:1 |
| Tampico-Madero FC    | 4:1 | 0:0 |      | 2:0 | 5:2 |
| Atlético Morelia     | 2:1 | 1:1 | 4:1  |     | 1:2 |
| Puebla FC            | 1:2 | 0:1 | 0:11 | 1:1 |     |

1 Die Begegnung zwischen dem Puebla FC und dem Tampico-Madero FC endete 2:1, doch weil Puebla mit Carlos Poblete einen nicht einsatzberechtigten Spieler aufgeboten hatte, wurde das Spiel mit 1:0 für Tampico-Madero gewertet.

#### Tabelle
| Pl. | Verein               | Sp. | S | U | N | Tore    | Diff. | Punkte |
| --- | -------------------- | --- | - | - | - | ------- | ----- | ------ |
| 1.  | Univ. de Guadalajara | 8   | 5 | 1 | 2 | 017:110 | +6    | 11:50  |
| 2.  | Santos Laguna        | 8   | 3 | 4 | 1 | 007:600 | +1    | 10:60  |
| 3.  | Tampico-Madero FC    | 8   | 4 | 1 | 3 | 014:110 | +3    | 09:70  |
| 4.  | Atlético Morelia     | 8   | 2 | 3 | 3 | 013:140 | −1    | 07:90  |
| 5.  | Puebla FC            | 8   | 1 | 1 | 6 | 007:160 | −9    | 03:13  |

### Gruppe C

#### Kreuztabelle
| Gruppe C          | POT | ATE | GDL | NEC | UNL |
| ----------------- | --- | --- | --- | --- | --- |
| Atlético Potosino |     | 3:1 | 1:2 | 2:0 | 3:2 |
| CF Atlante        | 3:0 |     | 0:3 | 2:0 | 3:0 |
| CD Guadalajara    | 0:0 | 0:2 |     | 3:4 | 1:1 |
| Club Necaxa       | 0:1 | 2:1 | 0:1 |     | 2:3 |
| UANL Tigres       | 1:1 | 0:0 | 0:0 | 1:2 |     |

Ein Blick auf die Tabelle verdeutlicht, wie eng es in dieser Gruppe zuging. Nach dem vorletzten Spieltag führte der CD Guadalajara die Tabelle an und traf im letzten Spiel im heimischen Estadio Jalisco auf den CF Atlante, der mit 2:0 die Oberhand behielt und durch seinen Erfolg Guadalajara in der Tabelle noch überholen konnte. Eigentlicher Nutznießer des Sieges von Atlante aber war die Mannschaft von Atlético Potosino, die durch einen 1:0-Auswärtssieg beim Club Necaxa selbst noch die Tabellenführung übernahm und sich somit für das Halbfinale qualifizierte.

#### Tabelle
| Pl. | Verein            | Sp. | S | U | N | Tore    | Diff. | Punkte |
| --- | ----------------- | --- | - | - | - | ------- | ----- | ------ |
| 1.  | Atlético Potosino | 8   | 4 | 2 | 2 | 011:900 | +2    | 10:60  |
| 2.  | CF Atlante        | 8   | 4 | 1 | 3 | 012:800 | +4    | 09:70  |
| 3.  | CD Guadalajara    | 8   | 3 | 3 | 2 | 010:800 | +2    | 09:70  |
| 4.  | Club Necaxa       | 8   | 3 | 0 | 5 | 010:140 | −4    | 06:10  |
| 5.  | UANL Tigres       | 8   | 1 | 4 | 3 | 008:120 | −4    | 06:10  |

### Gruppe D

#### Kreuztabelle
| Gruppe D             | CAZ | UAG | UAT | MTY | COB |
| -------------------- | --- | --- | --- | --- | --- |
| CD Cruz Azul         |     | 0:1 | 2:1 | 0:0 | 5:1 |
| UAG Tecos            | 2:4 |     | 3:0 | 4:2 | 1:2 |
| UAT Correcaminos     | 2:0 | 2:1 |     | 3:0 | 2:0 |
| CF Monterrey         | 4:3 | 0:0 | 2:1 |     | 3:1 |
| Cobras Ciudad Juárez | 0:3 | 2:4 | 2:1 | 2:0 |     |

#### Tabelle
| Pl. | Verein               | Sp. | S | U | N | Tore    | Diff. | Punkte |
| --- | -------------------- | --- | - | - | - | ------- | ----- | ------ |
| 1.  | CD Cruz Azul         | 8   | 4 | 1 | 3 | 017:110 | +6    | 09:70  |
| 2.  | UAG Tecos            | 8   | 4 | 1 | 3 | 016:120 | +4    | 09:70  |
| 3.  | UAT Correcaminos     | 8   | 4 | 0 | 4 | 012:100 | +2    | 08:80  |
| 4.  | CF Monterrey         | 8   | 3 | 2 | 3 | 011:140 | −3    | 08:80  |
| 5.  | Cobras Ciudad Juárez | 8   | 3 | 0 | 5 | 010:190 | −9    | 06:10  |

## Endrunde

### Halbfinale
Die Hinspiele wurden am 16. November und die Rückspiele am 30. November 1988 ausgetragen.
|                   | Gesamt |                      | Hinspiel | Rückspiel |
| ----------------- | ------ | -------------------- | -------- | --------- |
| CD Cruz Azul      | 3:4    | Deportivo Toluca     | 1:2      | 2:2       |
| Atlético Potosino | 1:3    | Univ. de Guadalajara | 1:1      | 0:2       |

### Finale
Die Finalspiele wurden am 11. und 25. Januar 1989 ausgetragen.
|                      | Gesamt |                  | Hinspiel | Rückspiel |
| -------------------- | ------ | ---------------- | -------- | --------- |
| Univ. de Guadalajara | 2:3    | Deportivo Toluca | 1:1      | 1:2 n. V. |

Mit der folgenden Mannschaft gewann Deportivo Toluca im heimischen Estadio Nemesio Díez den Pokalwettbewerb der Saison 1988/89:
Juan „Venado“ Gutiérrez – Mauricio Gómez Tejeda, Octavio „Picas“ Becerril, Antonio Alcántara Herrera, Sergio Lagunas Gómez – Pedro Munguía, Alejandro Solano, Jesús Mendizábal – Jorge Rodríguez Esquivel, Roberto Masciarelli, Washington Olivera; Trainer: Héctor Sanabria.

#### Spielbericht
Nach dem 1:1 im Hinspiel setzten die Diablos Rojos von Toluca alles daran, im Rückspiel auf eigenem Terrain ein frühes Tor zu erzielen und begannen mit einem Sturmlauf. Doch ihre Angriffsbemühungen waren nicht von Erfolg gekrönt und bei einem der wenigen Vorstöße der Leones Negros aus Guadalajara erzielte deren guatemaltekischer Nationalstürmer Byron Pérez in der 48. Minute den Führungstreffer für die Gäste. In ihrem Bemühen, den knappen Vorsprung über die Zeit zu retten, schreckten die Leones Negros nicht vor unfairen Mitteln zurück und verzögerten das Spiel, so gut sie konnten. Daher ordnete Schiedsrichter Arturo Brizio Carter eine fünfminütige Nachspielzeit an. In der dritten Minute der Nachspielzeit gelang Washington Olivera der späte Ausgleich, womit die Partie noch in die Verlängerung ging. In der vierten Minute der Verlängerung erzielte Tolucas Eigengewächs Jorge Rodríguez Esquivel den Führungstreffer zum 2:1, der die Diablos Rojos schließlich zum Pokalsieger machte. Die Verlängerung wurde nicht über die vorgesehene Dauer von (mindestens) 30 Minuten ausgetragen, sondern war bereits nach gut 20 Minuten zu Ende. Grund für den Spielabbruch in der 111. Minute war, dass die Leones Negros aufgrund ihrer unfairen Spielweise fünf Platzverweise hinnehmen mussten und das Spiel zu beenden war, nachdem nur noch sechs ihrer Spieler auf dem Feld standen.